# Manmohan Singh
Manmohan Singh (Gah, Panyab, 26 de septiembre de 1932-Nueva Delhi, 26 de diciembre de 2024) fue un político, economista y burócrata indio del Partido del Congreso, que ejerció como el decimocuarto primer ministro de la India entre el 22 de mayo de 2004 y el 26 de mayo de 2014. Fue el cuarto primer ministro con más tiempo en el cargo después de Jawaharlal Nehru, Indira Gandhi y Narendra Modi.
Miembro del Congreso Nacional Indio, también fue el primer primer ministro desde Jawaharlal Nehru en ser reelegido después de completar un mandato completo de cinco años.

## Biografía
Accedió a la presidencia del gobierno de la India tras la victoria en las elecciones de 2004 de la coalición encabezada por el Partido del Congreso. Tomó posesión del cargo después de que la presidenta de esta formación Sonia Gandhi, viuda de Rajiv Gandhi, dirigente político asesinado en 1991, renunciara a ocuparlo, ante las críticas recibidas de ciertos sectores políticos por ser de origen extranjero (italiana de nacimiento).
Antes de su presidencia, Singh fue designado por el FMI para ser Ministro de Finanzas de la India en 1991, cargo que ocupó hasta 1996. Se le considera el arquitecto del programa de reformas económicas de la India en la década de 1990. Fue bajo su dirección, como Ministro de Finanzas del gobierno de Rao (1991-1996), cuando se introdujo un programa de liberalización económica. Aunque sus reformas económicas fueron populares entre las clases media y alta (pero mucho menos entre los pobres y los círculos nacionalistas), perdió las elecciones a la Lok Sabha por una circunscripción del sur de Delhi en 1999.
En 2009, lanzó la operación Cacería Verde contra los rebeldes naxalitas, a los que describió como «la mayor amenaza para la seguridad interna del país». Al mismo tiempo, el gobierno se enfrenta a una creciente protesta contra un modelo que va acompañado de graves violaciones de los derechos humanos.
El 16 de mayo de 2014, Singh renunció antes que terminara su mandato tras perder su partido Congreso Nacional Indio en las elecciones generales contra Narendra Modi, pero siguió en funciones hasta la toma de posesión de este.